# Calasetta
Calasetta (sardinsky: Câdesédda, Cal' e Sèda) je italská obec (comune) v provincii Sud Sardegna v regionu Sardinie. Nachází se ve výšce 9 metrů nad mořem a má přibližně 2 800 obyvatel. Rozloha obce je 31,06 km².